# Puente de la Pesquera de Ebro
El puente de Pesquera de Ebro se encuentra en la provincia de Burgos (España). Cruza el río Ebro desde el siglo XVII. Su origen es medieval pero sufrió modificaciones significativas en el XVII.

## Características del Puente

### Estilo del Puente
El puente de Pesquera de Ebro es predominantemente clasicista. Algunas de las características del puente medieval original fueron conservadas, pero se llevaron a cabo en él transformaciones de acuerdo con la sobriedad clasicista.

### Autoría y escuela
Las características del puente además del tratamiento de la piedra sillar permiten relacionarlo con la actividad de los maestros cántabros activos en esos momentos.

### Descripción

#### Descripción histórica
Anteriormente se observaba como un puente medieval que se encargaba de comunicar los núcleos existentes en esta zona del norte de Burgos, los cuales eran múltiples. Erigida al otro lado del puente encontramos la ermita de San Antonio con la que este puente guarda una relación visual. También destaca por su gran integración en el entorno natural.
Tanto la ermita como el puente, deben entenderse y valorarse de forma conjunta como demuestra que la ermita se construyera respetando el eje del puente del que actúa como singular telón de fondo.

#### Descripción de la situación
Podemos observar al puente situado en la Pesquera de Ebro.

#### Tipología
Es un puente de mampostería y sillería, con tres vanos de medio punto de planta irregular, tajamares rectangulares aguas abajo y apuntados aguas arriba.

#### Técnica
Su altura máxima es de 13,20 metros, su anchura de 3,90 metros y, por último, su longitud es de 50,00 metros. Está realizado en mampostería aguas arriba y sillerías aguas abajo. Sus vanos, cuyas bóvedas de cañón alcanzan una luz entre 13.30 metros y 9.20 metros, son de medio punto. Los estribos y tímpanos son de mampostería, mientras que el pretil es de sillería. Los tajamares son rectangulares aguas abajo y  apuntados aguas arriba. El puente está ligeramente alomado y posee una planta irregular. En la actualidad resulta demasiado estrecho para los camiones y los autobuses.